# Perdiu boscana de Java
La perdiu boscana de Java (Arborophila javanica) és una espècie d'ocell de la família dels fasiànids (Phasianidae) que habita la selva de les muntanyes de l'oest i centre de Java.